# Ischnochiton bouryi
Ischnochiton bouryi är en blötdjursart som beskrevs av Augustin Noel Aristide Dupuis 1917. Ischnochiton bouryi ingår i släktet Ischnochiton och familjen Ischnochitonidae.
Artens utbredningsområde är Indiska oceanen. Inga underarter finns listade i Catalogue of Life.